# 拉瓜達盧佩 (瓜伊尼亞省)
拉瓜達盧佩（西班牙語：La Guadalupe）是哥倫比亞的城鎮，位於該國東部，由瓜伊尼亞省負責管轄，距離首府伊尼里達175公里，面積6,457平方公里，海拔高度80米，2005年人口225。
1°14′49″N 66°51′52″W / 1.24694°N 66.86444°W